# Diploschistella lithophila
Diploschistella lithophila är en lavart som först beskrevs av G. Thor & Vezda, och fick sitt nu gällande namn av Lücking, Sérus. & Vezda. Diploschistella lithophila ingår i släktet Diploschistella och familjen Gomphillaceae.   Inga underarter finns listade i Catalogue of Life.